# Distretto di Sikonge
Il distretto di Sikonge è un distretto della Tanzania situato nella regione di Tabora. È suddiviso in 20 circoscrizioni (wards) e conta una popolazione di 335 686 abitanti (censimento 2022). 
Confina a nord-ovest con il distretto di Urambo, a nord con il distretto di Uyui, a est con il distretto di Manyoni della regione di Singida, a sud con il distretto di Chunya della regione di Mbeya e a sud-ovest con il distretto di Mlele della regione di Katavi.

## La storia
Il distretto di Sikonge è stato istituito nel luglio 1996, ma ha iniziato a funzionare ufficialmente come distretto solo nel 1997. In precedenza l'area era la Divisione Sikonge del Distretto di Tabora.

## Suddivisione amministrativa
Il distretto è diviso nelle seguenti circoscrizioni (wards), tra parentesi gli abitanti (censimento 2022):
1. Chabutwa (11 971)
2. Igigwa (31 812)
3. Ipole (8 847)
4. Kiloleli (12 733)
5. Kiloli (19 529)
6. Kilumbi (13 704)
7. Kipanga (11 685)
8. Kipili
9. Kisanga
10. Kitunda
11. Misheni (8 228)
12. Mkolye (9 319)
13. Mole (15 157)
14. Mpombwe (8 714)
15. Ngoywa (10 461)
16. Nyahua (24 628)
17. Pangale (13 839)
18. Sikonge (21 298)
19. Tutuo (22 982)
20. Usunga (10 564)